# سليم إي. ودورث
سليم إي. ودورث (بالإنجليزية: Selim E. Woodworth)‏ هو ضابط أمريكي، ولد في 27 نوفمبر 1815 في نيويورك في الولايات المتحدة، وتوفي في 29 يناير 1871 في سان فرانسيسكو في الولايات المتحدة.